# Kuryū Matsuki
Kuryū Matsuki (松木 玖生?, Matsuki Kuryū; Muroran, 30 aprile 2003) è un calciatore giapponese, centrocampista del Göztepe, in prestito dal Southampton e della nazionale Under-23 giapponese.

## Carriera

### Club
Nel 2022 viene tesserato dal FC Tokyo. Esordisce tra i professionisti il 18 febbraio 2022 contro il Kawasaki Frontale.
Il 30 luglio 2024 viene ceduto a titolo definitivo al Southampton; contestualmente i saints lo hanno ceduto in prestito ai turchi del Göztepe.

### Nazionale
Ha giocato nelle selezioni giovanili nazionali: Under-15, Under-16, Under-17, Under-20 e Under-23.       
L'8 maggio 2023, è stato incluso dal selezionatore Kōichi Togashi nella lista dei convocati della nazionale Under-20 partecipante al Mondiale di categoria in Argentina. Segna il gol vittoria nella partita d'esordio contro il Senegal grazie ad un tiro rasoterra di sinistro effettuato a circa 24 metri di distanza dalla porta avversaria.

## Statistiche

### Presenze e reti nei club
Statistiche aggiornate al 9 febbraio 2025.
| Stagione        | Club            | Campionato      | Campionato | Campionato | Coppe nazionali | Coppe nazionali | Coppe nazionali | Coppe continentali | Coppe continentali | Coppe continentali | Altre coppe | Altre coppe | Altre coppe | Totale | Totale |
| Stagione        | Club            | Comp            | Pres       | Reti       | Comp            | Pres            | Reti            | Comp               | Pres               | Reti               | Comp        | Pres        | Reti        | Pres   | Reti   |
| --------------- | --------------- | --------------- | ---------- | ---------- | --------------- | --------------- | --------------- | ------------------ | ------------------ | ------------------ | ----------- | ----------- | ----------- | ------ | ------ |
| 2022            | FC Tokyo        | J1              | 31         | 2          | CG+CdL          | 0               | 0               | -                  | -                  | -                  | -           | -           | -           | 31     | 2      |
| 2023            | FC Tokyo        | J1              | 22         | 1          | CG+CdL          | 3+3             | 1+0             | -                  | -                  | -                  | -           | -           | -           | 28     | 2      |
| gen.-lug. 2024  | FC Tokyo        | J1              | 18         | 2          | CG+CdL          | 1+1             | 1+0             | -                  | -                  | -                  | -           | -           | -           | 20     | 3      |
| Totale FC Tokyo | Totale FC Tokyo | Totale FC Tokyo | 71         | 5          |                 | 8               | 2               |                    | -                  | -                  |             | -           | -           | 79     | 7      |
| 2024-2025       | Göztepe         | SL              | 18         | 1          | TK              | 3               | 2               | -                  | -                  | -                  | -           | -           | -           | 21     | 3      |
| Totale carriera | Totale carriera | Totale carriera | 89         | 6          |                 | 11              | 4               |                    | -                  | -                  |             | -           | -           | 100    | 10     |

### Cronologia presenze e reti in nazionale
| Cronologia completa delle presenze e delle reti in nazionale ― Giappone under 23 | Cronologia completa delle presenze e delle reti in nazionale ― Giappone under 23 | Cronologia completa delle presenze e delle reti in nazionale ― Giappone under 23 | Cronologia completa delle presenze e delle reti in nazionale ― Giappone under 23 | Cronologia completa delle presenze e delle reti in nazionale ― Giappone under 23 | Cronologia completa delle presenze e delle reti in nazionale ― Giappone under 23 | Cronologia completa delle presenze e delle reti in nazionale ― Giappone under 23 | Cronologia completa delle presenze e delle reti in nazionale ― Giappone under 23 |
| Data                                                                             | Città                                                                            | In casa                                                                          | Risultato                                                                        | Ospiti                                                                           | Competizione                                                                     | Reti                                                                             | Note                                                                             |
| -------------------------------------------------------------------------------- | -------------------------------------------------------------------------------- | -------------------------------------------------------------------------------- | -------------------------------------------------------------------------------- | -------------------------------------------------------------------------------- | -------------------------------------------------------------------------------- | -------------------------------------------------------------------------------- | -------------------------------------------------------------------------------- |
| 26-10-2021                                                                       | Hirono                                                                           | Giappone under 23                                                                | 4 – 0                                                                            | Cambogia under 23                                                                | Qualificazioni Coppa d'Asia AFC Under-23 2022                                    | 1                                                                                | 72’                                                                              |
| 28-10-2021                                                                       | Hirono                                                                           | Hong Kong under 23                                                               | 0 – 4                                                                            | Giappone under 23                                                                | Qualificazioni Coppa d'Asia AFC Under-23 2022                                    | -                                                                                | 82’                                                                              |
| 23-3-2022                                                                        | Dubai                                                                            | Giappone under 23                                                                | 1 – 0                                                                            | Croazia under 23                                                                 | Amichevole                                                                       | -                                                                                | 65’                                                                              |
| 26-3-2022                                                                        | Dubai                                                                            | Qatar under 23                                                                   | 0 – 2                                                                            | Giappone under 23                                                                | Amichevole                                                                       | -                                                                                | 76’                                                                              |
| 9-6-2022                                                                         | Tashkent                                                                         | Giappone under 23                                                                | 3 – 0                                                                            | Tagikistan under 23                                                              | Coppa d'Asia AFC Under-23 2022                                                   | 1                                                                                | 75’                                                                              |
| 12-6-2022                                                                        | Tashkent                                                                         | Corea del Sud under 23                                                           | 0 – 3                                                                            | Giappone under 23                                                                | Coppa d'Asia AFC Under-23 2022                                                   | -                                                                                | 86’                                                                              |
| 15-6-2022                                                                        | Tashkent                                                                         | Uzbekistan under 23                                                              | 2 – 0                                                                            | Giappone under 23                                                                | Coppa d'Asia AFC Under-23 2022                                                   | -                                                                                | 90’                                                                              |
| 18-6-2022                                                                        | Tashkent                                                                         | Giappone under 23                                                                | 3 – 0                                                                            | Australia under 23                                                               | Coppa d'Asia AFC Under-23 2022                                                   | -                                                                                | 69’                                                                              |
| 6-9-2023                                                                         | Al Muharraq                                                                      | Giappone under 23                                                                | 6 – 0                                                                            | Pakistan under 23                                                                | Qualificazioni Coppa d'Asia AFC Under-23 2024                                    | -                                                                                | 77’                                                                              |
| 12-9-2023                                                                        | Al Muharraq                                                                      | Giappone under 23                                                                | 0 – 0                                                                            | Bahrein under 23                                                                 | Qualificazioni Coppa d'Asia AFC Under-23 2024                                    | -                                                                                | 63’                                                                              |
| 14-10-2023                                                                       | Phoenix                                                                          | Messico under 23                                                                 | 1 – 4                                                                            | Giappone under 23                                                                | Amichevole                                                                       | -                                                                                | 70’                                                                              |
| 17-10-2023                                                                       | Phoenix                                                                          | Stati Uniti under 23                                                             | 4 – 1                                                                            | Giappone under 23                                                                | Amichevole                                                                       | 1                                                                                | 68’ 76’                                                                          |
| 18-11-2023                                                                       | Shimizu                                                                          | Giappone under 23                                                                | 5 – 2                                                                            | Argentina under 23                                                               | Amichevole                                                                       | -                                                                                | 46’                                                                              |
| 25-3-2024                                                                        | Kitakyūshū                                                                       | Giappone under 23                                                                | 2 – 0                                                                            | Ucraina under 23                                                                 | Amichevole                                                                       | -                                                                                | 78’                                                                              |
| 16-4-2024                                                                        | Al Rayyan                                                                        | Giappone under 23                                                                | 1 – 0                                                                            | Cina under 23                                                                    | Coppa d'Asia AFC Under-23 2024                                                   | 1                                                                                |                                                                                  |
| 19-4-2024                                                                        | Al Rayyan                                                                        | Emirati Arabi Uniti under 23                                                     | 0 – 2                                                                            | Giappone under 23                                                                | Coppa d'Asia AFC Under-23 2024                                                   | -                                                                                | 74’                                                                              |
| 22-4-2024                                                                        | Al Rayyan                                                                        | Giappone under 23                                                                | 0 – 1                                                                            | Corea del Sud under 23                                                           | Coppa d'Asia AFC Under-23 2024                                                   | -                                                                                | 63’                                                                              |
| 25-4-2024                                                                        | Al Rayyan                                                                        | Qatar under 23                                                                   | 2 – 4 dts                                                                        | Giappone under 23                                                                | Coppa d'Asia AFC Under-23 2024                                                   | -                                                                                | 30’ 46’                                                                          |
| 29-4-2024                                                                        | Al Rayyan                                                                        | Giappone under 23                                                                | 2 – 0                                                                            | Iraq under 23                                                                    | Coppa d'Asia AFC Under-23 2024                                                   | -                                                                                | 80’                                                                              |
| 3-5-2024                                                                         | Al Rayyan                                                                        | Giappone under 23                                                                | 1 – 0                                                                            | Uzbekistan under 23                                                              | Coppa d'Asia AFC Under-23 2024                                                   | -                                                                                | 62’                                                                              |
| Totale                                                                           |                                                                                  | Presenze                                                                         | 20                                                                               |                                                                                  | Reti                                                                             | 4                                                                                |                                                                                  |

| Cronologia completa delle presenze e delle reti in nazionale ― Giappone under 20 | Cronologia completa delle presenze e delle reti in nazionale ― Giappone under 20 | Cronologia completa delle presenze e delle reti in nazionale ― Giappone under 20 | Cronologia completa delle presenze e delle reti in nazionale ― Giappone under 20 | Cronologia completa delle presenze e delle reti in nazionale ― Giappone under 20 | Cronologia completa delle presenze e delle reti in nazionale ― Giappone under 20 | Cronologia completa delle presenze e delle reti in nazionale ― Giappone under 20 | Cronologia completa delle presenze e delle reti in nazionale ― Giappone under 20 |
| Data                                                                             | Città                                                                            | In casa                                                                          | Risultato                                                                        | Ospiti                                                                           | Competizione                                                                     | Reti                                                                             | Note                                                                             |
| -------------------------------------------------------------------------------- | -------------------------------------------------------------------------------- | -------------------------------------------------------------------------------- | -------------------------------------------------------------------------------- | -------------------------------------------------------------------------------- | -------------------------------------------------------------------------------- | -------------------------------------------------------------------------------- | -------------------------------------------------------------------------------- |
| 17-11-2022                                                                       | San Pedro del Pinatar                                                            | Giappone under 20                                                                | 3 – 2                                                                            | Slovacchia under 20                                                              | Amichevole                                                                       | 1                                                                                | 46’                                                                              |
| 19-11-2022                                                                       | San Pedro del Pinatar                                                            | Spagna under 20                                                                  | 0 – 1                                                                            | Giappone under 20                                                                | Amichevole                                                                       | -                                                                                | cap. 56’                                                                         |
| 21-11-2022                                                                       | San Pedro del Pinatar                                                            | Giappone under 20                                                                | 1 – 2                                                                            | Francia under 20                                                                 | Amichevole                                                                       | -                                                                                |                                                                                  |
| 3-3-2023                                                                         | Tashkent                                                                         | Giappone under 20                                                                | 2 – 1                                                                            | Cina under 20                                                                    | Coppa d'Asia AFC Under-20 2023 - 1º turno                                        | -                                                                                | cap.                                                                             |
| 6-3-2023                                                                         | Tashkent                                                                         | Kirghizistan under 20                                                            | 0 – 3                                                                            | Giappone under 20                                                                | Coppa d'Asia AFC Under-20 2023 - 1º turno                                        | -                                                                                | cap.                                                                             |
| 9-3-2023                                                                         | Tashkent                                                                         | Arabia Saudita under 20                                                          | 1 – 2                                                                            | Giappone under 20                                                                | Coppa d'Asia AFC Under-20 2023 - 1º turno                                        | 2                                                                                | cap.                                                                             |
| 12-3-2023                                                                        | Tashkent                                                                         | Giappone under 20                                                                | 2 – 0                                                                            | Giordania under 20                                                               | Coppa d'Asia AFC Under-20 2023 - Quarti di finale                                | -                                                                                | cap. 15’                                                                         |
| 15-3-2023                                                                        | Tashkent                                                                         | Iraq under 20                                                                    | 2 – 2 dts (5 – 3 dtr)                                                            | Giappone under 20                                                                | Coppa d'Asia AFC Under-20 2023 - Semifinale                                      | -                                                                                | 46’                                                                              |
| 21-5-2023                                                                        | La Plata                                                                         | Senegal under 20                                                                 | 0 – 1                                                                            | Giappone under 20                                                                | Mondiali Under-20 2023 - 1º turno                                                | 1                                                                                | cap.                                                                             |
| 24-5-2023                                                                        | La Plata                                                                         | Giappone under 20                                                                | 1 – 2                                                                            | Colombia under 20                                                                | Mondiali Under-20 2023 - 1º turno                                                | -                                                                                | cap.                                                                             |
| 27-5-2023                                                                        | Mendoza                                                                          | Giappone under 20                                                                | 1 – 2                                                                            | Israele under 20                                                                 | Mondiali Under-20 2023 - 1º turno                                                | -                                                                                | cap.                                                                             |
| Totale                                                                           |                                                                                  | Presenze                                                                         | 11                                                                               |                                                                                  | Reti                                                                             | 4                                                                                |                                                                                  |

## Palmarès

### Nazionale
- Coppa d'Asia Under-23: 1

2024